# 日蓮と蒙古大襲来
『日蓮と蒙古大襲来』（にちれんともうこだいしゅうらい）は、1958年10月1日に公開された大映京都製作の映画作品。

## 概要
日蓮と北条時宗を中心に蒙古襲来（元寇）を描いた作品。カラー映画。
製作の永田雅一は熱心な日蓮宗信者であり、本作の構想に3年、脚本執筆に1年半費やしている。永田は日蓮の生涯を描くことをライフワークと掲げており、1979年に再び日蓮を題材にした映画『日蓮』を製作している。本作の特撮シーンの一部が『日蓮』の元寇のシーンに流用されている。

## あらすじ
1200年代、伝説的な僧侶の日蓮が留学から帰国し、日本を道徳的危機から導き、新しい仏教の形を創ることでモンゴルの侵略者と戦う準備を整えた。彼は既存の仏教宗派やその政府支持者と衝突し、迫害されている。モゴール艦隊が日本上陸する前に日蓮は耐えることができるだろうか？

## スタッフ
- 製作：永田雅一
- 企画：辻久一、税田武生
- 脚本：渡辺邦男、八尋不二
- 撮影：渡辺孝
- 録音：大谷巌
- 音楽：山田栄一
- 朗詠詩吟：大麻博之
- 美術：上里義三
- 照明：伊藤貞一
- 特殊撮影：今井ひろし、築地米三郎、本間成幹
  - 照明：中岡源権
- 監督：渡辺邦男

### スタッフ（ノンクレジット）
- 助監督：西山正輝[要出典]
- スチール：小牧照、西地正満[要出典]
- 特殊撮影
  - 助監督：黒田義之[要出典]
  - 移動効果：村若由春[要出典]
  - 製作進行：田辺満[要出典]

## 出演
- 蓮長→日蓮 - 長谷川一夫
- 四条金吾 - 勝新太郎
- 日朗 - 草山英明(少年時代)→林成年
- 比企小次郎 - 梅若正二
- 吉野 - 淡島千景： 白拍子
- 萩江 - 叶順子
金吾の妹。小次郎と恋仲。
- 日昭 - 黒川弥太郎
- 平左衛門頼綱 - 河津清三郎
- 依智の三郎 - 田崎潤
- 重忠（日蓮の父） - 千田是也
- 宿谷入道則光 - 松本克平
- 極楽寺入道重時 - 永田靖
- 老武士 - 左卜全
- 比企大学 - 石黒達也
- 弥三郎 - 志村喬
- 道善 - 中村鴈治郎
- 梅菊（日蓮の母） - 東山千栄子
- 弥三郎の女房 - 浦辺粂子
- 平景信 - 千葉敏郎
- 河野通有 - 島田竜三
- 浄観 - 舟木洋一
- 北条時宗 - 市川雷蔵

- 竹崎季長 - 伊達三郎
- 蒙古の使者 - 羅門光三郎
- 四条兵衛 - 見明凡太郎
- 良寛 - 荒木忍
- 東条景信 - 二代目 沢村宗之助
- 八郎左衛門 - 花布辰男
- 道慧 - 上田寛
- 浄顕 - 原聖四郎
- 町人 - 天野一郎
- 村人 - 石原須磨男
- 北条実政 - 香川良介
- 少弐資能 - 杉山昌三九
- 尼御前 - 村瀬幸子
- 長屋の女 - 若杉曜子
- 白拍子 - 浜世津子
- 新潟の女 - 大美輝子
- 尼御前の侍女 - 春風すみれ
- 逃げてくる女 - 橘公子

- 南部彰三
- 寺島雄作
- 葛木香一
- 東良之助
- 水原浩一
- 五代千太郎
- 光岡竜三郎
- 尾上栄五郎
- 南条新太郎
- 志摩靖彦
- 市川謹也
- 芝田総二
- 金剛麗子
- 緑美千代

## エピソード
- 監督の渡辺邦男は、「カット」を叫ぶ際、いつも被っている鳥打帽を地面に投げつけ、踏みにじる癖があった。本作の撮影では、クレーンに乗っての演出を忘れ、カットの際に思わず鳥打帽を投げた。しかし、当然帽子は地面に落下。続いての癖で帽子を踏もうとした渡辺も足を踏み外し、地面に落下。「カット」と叫んだものの、病院行きとなった。
- クライマックスの海洋シーンでは、本作のために88548平方メートルの面積の巨大なオープンプールが作られた[1]。
- 2001年7月11日に放送された『その時歴史が動いた』の中で本作の弘安の役の映像が使用された（文永の役については当時の大河ドラマの映像を使用）。

## 映像ソフト
- 1999年12月22日にエスモックより4作品（本作品と『大江山酒天童子』『秦・始皇帝』『風速七十五米』）を収録したLD-BOX『大映特撮スペクタクルBOX』が発売された[4]。